# Lezionario
Il lezionario è l'elencazione sistematica dei brani delle Sacre Scritture (e quindi il libro che li contiene) da leggersi nelle celebrazioni liturgiche durante l'anno o in particolari occasioni, stabiliti ufficialmente o consigliati.
La scelta di questi brani è operata secondo particolari criteri che permettono sia la lettura dell'intera Bibbia (o di gran parte d'essa) nell'arco di uno o, più comunemente, di tre anni, sia in coordinamento con i temi del calendario liturgico oppure, storicamente, con la memoria di santi canonizzati, specifici avvenimenti storici o ritmi dell'anno agricolo. Fra le accezioni del termine "lezione" [dal latino "lectio", lettura, ciò che si legge], troviamo, nella terminologia dell'ebraismo e della chiesa cristiana, "brano  tratto dalle Sacre Scritture che si legge o si canta durante il culto".

## Origini storiche
Nell'antichità sono stati gli Ebrei a creare per la prima volta un programma di letture bibliche assegnate per il culto nella sinagoga. Selezioni erano tratte dalla Torah e dalla Haftarah. Com'è riportato in Luca 4:16-21, probabilmente Gesù stesso aveva letto da questi testi preassegnati quando legge Isaia 61:1,2, inaugurando così il Suo ministero pubblico. I primi cristiani adottano l'usanza ebraica di leggere durante il culto estratti dall'Antico Testamento il sabato. Presto a questo aggiungono letture dagli scritti degli apostoli e degli evangelisti.
I lezionari sia ebrei che cristiani si sviluppano poi durante i secoli, consolidandosi nel quarto secolo. Nella storia dell'Occidente, Gregorio Magno (504-604), la chiesa in Gallia, ed Alcuino di York (c. 735-804), consigliere di Carlo Magno, si considerano all'origine dello sviluppo che, nella Chiesa cattolica romana, vede una lettura dall'Antico Testamento, una dalle lettere apostoliche ed una dai Vangeli. quest'ultima è considerata la principale. A queste si aggiunge uno dei Salmi.
Normalmente un lezionario attraversa le Sacre Scritture secondo un modello logico e può includere anche testi di altri autori non ispirati, quando sono appropriati per l'occasione.
La Riforma protestante riceve l'eredità del Lezionario non senza spirito critico. I riformatori radicali lo respingono. Zwingli preferisce la lectio continua, Calvino una sola lettura biblica. Lutero critica la scelta tradizionale dei testi delle epistole come troppo moralistica.
La Confessione augustana considera il Lezionario "tradizioni umane" e quindi, come tale è soggetto a critica, adattamento oppure rifiuto. Lutero ammonisce la chiesa sul pericolo di tradizioni inflessibili per il culto che possono trasformarsi in "leggi dittatoriali che si oppongono alla libertà della fede".
Non tutte le chiese cristiane oggi usano lo stesso lezionario e sono stati quindi molti i vari lezionari usati in diverse parti del mondo cristiano. Fino al Concilio Vaticano II, la maggior parte dei cristiani in Occidente (Cattolici romani, Vecchio cattolici, Anglicani, Luterani, e quelli Metodisti, che usavano il lezionario preparato da John Wesley) usavano un lezionario che si ripeteva su base annuale. Questo lezionario annuale forniva le letture per il culto domenicale e, nelle chiese che onorano i santi canonizzati, letture appropriate per celebrarli. La Chiesa ortodossa orientale e molte chiese orientali continuano ad usare un lezionario annuale.

## L'uso corrente in Occidente

### Il Lezionario romano e il Lezionario comune riveduto
Dopo il Concilio Vaticano II, nel 1969, la Chiesa cattolica romana adotta un nuovo lezionario chiamato Ordo Lectionum Missae, che viene pure accolto, con alcune modifiche da molte chiese protestanti nel "Lezionario comune riveduto".
Il Lezionario comune riveduto (Common Revised Lectionary, RCL) è una raccolta di testi per il culto domenicale elaborata nel 1983 negli Stati Uniti da un comitato ecumenico (la Consultation on Common Texts di cui fanno parte cattolici e protestanti) e adottata ufficialmente dalle principali denominazioni protestanti nei paesi di lingua inglese. Questo lezionario segue fondamentalmente l'impianto del nuovo lezionario cattolico (omettendo però i libri deuterocanonici dell'Antico Testamento), ma rispetto ad esso sviluppa ulteriormente (particolarmente per quanto riguarda l'Antico Testamento) il principio della "lettura semi-continua" della Bibbia, articolata su un ciclo di tre anni. Seguendo l'uso della Chiesa antica, il lezionario propone per ogni domenica una lettura dell'Antico Testamento, seguita da un Salmo (in genere letto in modo responsoriale), una lettura dalle epistole e una dai Vangeli. Ciascuno dei testi può essere utilizzato per la predicazione.
Il Lezionario Comune Riveduto armonizza le maggiori varianti del lezionario su tre anni, facendo in modo che ogni settimana i fedeli in tutto il mondo ascoltino e riflettano sugli stessi testi.
Il lezionario comporta, per coloro che lo adottano, diversi vantaggi:
- Copre una grande estensione delle Scritture, sottoponendo ai fedeli quel che va sotto il nome di "intero consiglio di Dio";
- Fornisce una sequenza di settimana in settimana (frequentemente dal Nuovo Testamento);
- Collega i vangeli del Nuovo Testamento ai loro antecedenti nell'Antico Testamento (incluso un Salmo appropriato);
- Parla delle Persone e dell'opera della Trinità nell'ambito di un anno liturgico che tiene conto di tutte le tappe della storia della salvezza.
- Protegge la comunità dalla tendenza a limitarsi al Nuovo Testamento ad esclusione dell'Antico, come pure dalle scelte arbitrarie del singolo predicatore (comune in molte chiese evangeliche) "costringendolo" ad affrontare pure testi non familiari oppure eventualmente sgraditi.

### Il ciclo di tre anni
Il lezionario (sia quello romano che la versione RCL) è organizzato secondo un ciclo di letture bibliche su tre anni. Il ciclo di lettura è identificato dalle lettere A, B, e C. L'anno A inizia con l'Avvento ed il Natale presso la fine di quegli anni il cui numero è divisibile per 3 (es. 2022, 2025, 2028). L'anno B segue a quello A e quello C al B.
- Anno A: la maggior parte dei testi evangelici dal vangelo secondo Matteo a cominciare dalla prima domenica di Avvento 2022, 2025, 2028, 2031, 2034, 2037 ecc.
- Anno B: la maggior parte dei testi evangelici dal vangelo secondo Marco a cominciare dalla prima domenica di Avvento 2023, 2026, 2029, 2032, 2035, 2038 ecc.
- Anno C: la maggior parte dei testi evangelici dal vangelo secondo Luca a cominciare dalla prima domenica di Avvento 2024, 2027, 2030, 2033, 2036, 2039 ecc.

Dal vangelo secondo Giovanni è presa la lettura di Pasqua e di altri periodi liturgici di Avvento, Natale e Quaresima, là dove è appropriato.

### Lezionario feriale
Vi è pure un lezionario per il culto quotidiano (feriale) a ciclo biennale (anni dispari "I" e anni pari "II") diviso in tre tomi: Tempi Forti - Tempo Ordinario anno pari - Tempo Ordinario anno dispari secondo il seguente ordine:
- Una lettura dall'Antico Testamento o dalle Epistole;
- Un salmo responsoriale;
- Una lettura dai Vangeli.

Queste letture sono generalmente più brevi di quelle della domenica.
In alcune chiese il Lezionario è portato solennemente all'altare con una processione da un lettore. Nella Chiesa cattolica romana è proibito fare questa processione con il Lezionario, ma è permesso con un libro contenente i Vangeli, che viene portato da un diacono o da un lettore istituito.
Il Lezionario non va confuso con il Messale o Sacramentario, in quanto il Lezionario contiene solo le letture bibliche, mentre il Messale contiene anche le preghiere e formule.

## I lezionari orientali
Nelle chiese cattoliche orientali, nella chiesa cristiana ortodossa, nelle chiese ortodosse orientali e nelle chiese della tradizione della Chiesa d'Oriente si tende a conservare nella loro liturgia l'uso del Lezionario annuale.
Chiese diverse seguono calendari liturgici differenti (per certi versi). La maggior parte dei Lezionari orientali forniscono, per la lettura quotidiana, una dalle epistole ed una dai vangeli.

### Il Lezionario bizantino
Le chiese (Ortodossa orientale e Cattolica bizantina) che seguono il Rito bizantino, forniscono per la maggior parte dei giorni dell'anno una lettura dalle epistole ed una dai vangeli da leggersi con la Liturgia divina. Però, durante la Grande Quaresima, non vi sono liturgie nei giorni da lunedì a venerdì. Come nota storica, sono i lezionari greci ad essere diventati la fonte primaria del tipo di testo bizantino usato dagli studiosi della critica testuale della Bibbia.
Le letture dai Vangeli si trovano in un Evangelo (Evangélion) e in un Epistolario (Apostòl). Nella pratica ellenica, le letture sono in forma di pericopi (selezione dalle Scritture che contengono solo una porzione di fatto cantata durante il culto) e di solito sistemata nell'ordine in cui compaiono nell'anno ecclesiastico, a partire dalla Domenica di Pasqua e che continua attraverso l'intero anno, concludendo con la Settimana Santa. Segue una sezione di letture per la commemorazione dei santi canonizzati e letture specialmente adatte ad occasioni particolari (battesimi, funerali, ecc.). Nella pratica slava, i libri della Bibbia sono riprodotti nella  loro interezza e sistemati nell'ordine canonico in cui appaiono bella Bibbia.
Il ciclo annuale è composto da quattro serie:
- Il vangelo di Giovanni - letto da Pasqua fino alla domenica di Pentecoste;
- Il vangelo di Matteo - diviso su 17 settimane ad iniziare dal lunedì dello Spirito Santo (il giorno dopo Pentecoste). Dalla dodicesima settimana, si legge il sabato e la domenica, mentre il vangelo di Marco viene letto nei rimanenti giorni della settimana.
- Il vangelo di Luca - diviso su 19 settimane a cominciare dal lunedì dopo l'Elevazione della Santa Croce. Dalla tredicesima settimana, è solo letto il sabato e la domenica, mentre il vangelo di Marco viene letto nei rimanenti giorni della settimana.
- Il vangelo di Marco - letto durante il periodo di Quaresima il sabato e la domenica, ad eccezione della Domenica dell'ortodossia.

L'interruzione della lettura del vangelo di Matteo dopo l'Elevazione della Santa Croce è conosciuta come "il Salto lucano". Questo "salto" avviene solo nelle letture dei vangeli (non c'è nulla di corrispondente nelle epistole). Da questo punto in avanti le letture dalle epistole e dai vangeli non corrispondono, essendo la lettura delle epistole determinata dal ciclo pasquale mobile, mentre i vangeli sono influenzati dal ciclo fisso.  Il "salto lucano" è collegato alla vicinanza cronologica alla Elevazione della Croce, fino alla Concezione del Precursore (Giovanni Battista), celebrata il 23 di settembre. Nell'antichità questa festa segnava l'inizio dell'anno ecclesiastico. È così che può essere compresa l'inizio del vangelo di Luca a metà settembre. Il ragionamento è teologico ed è fondato su una visione della storia della salvezza: la Concezione del Precursore costituisce il primo passo nella "nuova economia". L'evangelista Luca è il solo che menziona questa concezione (Luca 1:5-24).
In Russia l'uso del "salto lucano" è svanito. Negli ultimi decenni, però, la Chiesa russa ha iniziato a ritornare  all'uso del "salto lucano".
Altre liturgie pure comportano letture dalla Bibbia. Vi è una lettura dai vangeli nel Mattutino della domenica e dei giorni festivi e si trova nell'Evangelion. Vi sono pure letture dall'Antico Testamento chiamate "parabole" (Paroemia), che sono lette ai Vespri dei giorni festivi. Queste "parabole" si trovano nel Menaion, Triodion o Pentecostarion. Durante la Grande Quaresima, le "parabole sono lette ogni giorno al Vespro ed alla Ora sesta. Queste "parabole" si trovano nel Triodion.

### Il Lezionario siro-ortodosso
Nella Chiesa siro-ortodossa il Lezionario inizia con l'anno del calendario liturgico nel giorno del Qudosh `Idto (la santificazione della Chiesa), che cade l'ottava domenica prima di Natale. Vi sono letture sia dall'Antico che dal Nuovo Testamento, inclusi gli Apocrifi, eccetto i libri dell'Apocalisse, Cantico dei Cantici e I e II Maccabei. Le letture sono assegnate per la domenica ed i giorni di festa, per ciascun giorno della Quaresima e della Settimana santa, per la consacrazione di persone a vari uffici della chiesa, per la benedizione dell'Olio santo e vari servizi come battesimi e funerali. Generalmente vi sono tre lezioni dall'Antico Testamento, una selezione dai Profeti e tre letture dal Nuovo Testamento prescritte per ciascuna domenica e i giorni festivi. Le letture del Nuovo Testamento includono una lettura da Atti, un'altra dalle lettere cattoliche o dalle epistole paoline, ed una terza lettura dai vangeli. Durante Natale e Pasqua si aggiunge una quarta lettura per il culto serale. Le letture raggiungono il loro punto più alto avvicinandosi alla settimana della Crocifissione. Attraverso la Quaresima, le lezioni sono recitate due volte al giorno eccetto che di sabato.
Durante la Settimana della Passione sono assegnate delle letture per ciascuna delle maggiori ore canoniche.

## Critica al Lezionario
L'uso di un lezionario nell'ambito dei culti domenicali viene criticato da diverse chiese evangeliche e predicatori per diversi motivi. Per quanto si voglia sistematizzare la lettura pubblica della Bibbia, chi crede al carattere ispirato di tutta la Bibbia teme che questo sistema possa in un certo qual senso "addomesticare" la Bibbia in quanto Parola ispirata di Dio e limitare l'opera dello Spirito Santo che porta il predicatore a scegliere un particolare testo per una determinata situazione in un tempo particolare. Fra le argomentazioni addotte, possono essere elencate le seguenti:
- La pratica di leggere e di predicare da una selezione di porzioni sconnesse dei libri della Bibbia omette parti del racconto, parte dell'argomentazione, parti dei vangeli e parti della Parola che Dio ha voluto fossero inclusi nel testo. Il testo viene così umiliato come pure le intenzioni dell'autore. Si contesta che si pretenda di "migliorare" un testo omettendo quel che si ritiene più opportuno omettere (a che titolo?).
- Si mettono in discussione e si "sospettano" le scelte e motivazioni (opinabili) di chi fa queste selezioni. Chi è che decide che cosa possa o non possa esservi incluso? L'intero processo dà l'apparenza di una burocrazia ecclesiastica che cerchi di amministrare e controllare la predicazione della Parola di Dio.
- Si contesta la legittimità stessa del calendario ecclesiastico. Onorare questi cicli annuali si oscurerebbe la priorità storica che la tradizione protestante ha cercato di ristabilire, quella dell'osservanza settimanale del Giorno del Signore. I Riformatori riconoscono solo le cinque grandi festività di Natale, Venerdì Santo, Pasqua, Ascensione e Pentecoste, e questo senza minimizzare il Giorno del Signore.

Osservano queste festività precisamente perché hanno a che fare con avvenimenti registrati nelle Scritture. Le stagioni liturgiche dell'anno ecclesiastico, però, non avrebbero alcun fondamento biblico. L'Avvento e la Quaresima suggeriscono che sia necessario "prepararsi" a ricevere la grazia di Dio nell'incarnazione e nella risurrezione. Le confessioni di fede protestanti, però, annunciano una grazia "preveniente" che prescinde e nega da una qualsiasi nostra "preparazione", che così ne risulta teologicamente non appropriata per una chiesa la cui regola di fede e di condotta è esclusivamente la Bibbia e che non vuole legarsi a "tradizioni umane".